# Electronic Entertainment Expo 2014
L'Electronic Entertainment Expo 2014, noto semplicemente come E3 2014, è stata la ventesima edizione dell'Electronic Entertainment Expo. L'evento si è svolto tra il 10 giugno e il 12 giugno 2014 presso il Convention Center di Los Angeles (California), la quale parteciparono 48.900 persone.

## Conferenze stampa
Tra gli espositori più noti parteciparono all'evento Microsoft, Nintendo e Sony Interactive Entertainment. Tutti gli espositori solitamente ospitano la propria conferenza stampa, il giorno precedente all'apertura dell'evento, ma alcune aziende pubblicarono ulteriori informazioni per le proprie conferenze, che si sarebbero tenute due giorni prima dell'evento.

### Microsoft
Microsoft ha tenuto la conferenza il 9 giugno alle 9:30 (PDT).
La conferenza ha mostrato i trailer di: Forza Horizon 2, Rise of the Tomb Raider, Evolve, Dragon Age: Inquisition, Sunset Overdrive, Project Spark, Ori and the Blind Forest, Halo 5: Guardians e Scalebound. Sono stati annunciati, un nuovo personaggio di Killer Instinct, per la seconda stagione, Crackdown 3 e il reboot di Phantom Dust. Vengono mostrate alcune scene di gameplay di: Assassin's Creed Unity, Call of Duty Advanced Warfare, Sunset Overdrive, The Witcher 3: Wild Hunt e Tom Clancy's The Division. Infine sono stati annunciati anche Halo: The Master Chief Collection e Dance Central Spotlight.

### Electronics Arts
Electronics Arts ha tenuto la conferenza il 9 giugno alle 12:00 (PDT).
Tra i nuovi titoli action RPG mostrati alla conferenza, erano presenti Dragon Age: Inquisition e Mass Effect: Andromeda. Per i videogiochi di genere azione-avventura, Mirror's Edge Catalyst e Star Wars: Battlefront. Per il genere sparatutto in prima persona è stato mostrato solamente Battlefield Hardline, mentre per la categoria simulatore di vita è stato presentato The Sims 4. EA Sports annunciò diverse nuove uscite, come: Madden NFL 15, NBA Live 15, FIFA 15, NHL 15 e EA Sports PGA Tour. Infine sono stati annunciati due progetti di Criterion Games e BioWare.

### Ubisoft
Ubisoft ha tenuto la conferenza il 9 giugno alle 3:00 (PDT).
Durante la conferenza, furono annunciate nuove ip come: Tom Clancy's The Division, The Crew, Valiant Hearts: The Great War e i nuovi sequel Assassin's Creed Unity e Far Cry 4. Nel corso della conferenza, furono annunciati Tom Clancy's Rainbow Six: Siege e Just Dance 2015.

### Sony
Sony ha tenuto la conferenza il 9 giugno alle 6:00 (PDT).
È stato ufficialmente presentato Shawn Layden come nuovo amministratore delegato di Sony Interactive Entertainment. È stata mostrata la versione bianca della Playstation 4, in bundle con Destiny. Sono stati mostrati i trailer delle esclusive PlayStation: Bloodborne di FromSoftware, LittleBigPlanet 3 di Sumo Digital e Uncharted 4: Fine di un ladro di Naughty Dog. Tra i trailer mostrati alla conferenza, sono inclusi anche per: Grand Theft Auto V, Dead Island Riptide, No Man's Sky, Destiny, Mortal Kombat X, Far Cry 4, Batman: Arkham Knight e Metal Gear Solid V: The Phantom Pain. Sony annuncia una serie televisiva basata sul fumetto Powers.

### Nintendo
Nintendo, per il secondo E3 consecutivo, decise di tenere la conferenza via streaming (Nintendo Digital Event) il 10 giugno alle 9:00 (PDT).
La conferenza digitale è iniziata con la presentazione da parte di Reggie Fils-Aime di alcuni bozzetti stop motion dei produttori di Robot Chicken, l'evento ha poi assunto un formato documentaristico con gameplay e trailer, accompagnati da brevi interviste con gli sviluppatori. Durante l'evento sono stati annunciati: Super Smash Bros. for Nintendo 3DS e Wii U, Yoshi's Woolly World, Bayonetta 2 da parte di PlatinumGames, Hyrule Warriors da parte di Koei Tecmo Games e Xenoblade Chronicles X da Monolith Soft. Sono stati presentati anche: The Legend of Zelda: Breath of the Wild, Mario Maker, Captain Toad: Treasure Tracker, Kirby e il pennello arcobaleno, Splatoon e uno sguardo al nuovo titolo Star Fox Zero per Wii U. Durante il Nintendo Digital Event, è stato annunciato Amiibo, la nuova piattaforma NFC (near-field communication) di Nintendo.

## Principali espositori
Questa è la lista dei principali espositori che hanno partecipato all'E3 2014.
| - 2K - 505 - Activision Blizzard - Atlus - Aksys Games - Bandai Namco - Bethesda - Capcom - CD Projekt RED - Crytek | - Deep Silver - Devolver Digital - Disney - Electronic Arts - Epic - Konami - Microsoft - Natsume - Nintendo - NIS | - Rockstar Games - SEGA - Sony - Square Enix - Tecmo Koei - Telltale - Ubisoft - Warner Bros. - XSEED - Zynga |

## Videogiochi presentati
Questa è la lista dei principali videogiochi presentati all'E3 2014.
| 2K - Borderlands: The Pre-Sequel! (PC / PS3 / Xbox 360) - Civilization: Beyond Earth (PC) - Evolve (PC / PS4 / Xbox One) - NBA 2K15 (PC / PS3 / PS4 / Xbox 360 / Xbox One) - WWE 2K15 (PS3 / PS4 / Xbox 360 / Xbox One) 505 - Defense Grid 2 (PC / PS4 / Xbox One) - Sniper Elite 3 (PC / PS3 / PS4 / Xbox 360 / Xbox One) Activision Blizzard - Call of Duty: Advanced Warfare (PC / PS3 / PS4 / Xbox 360 / Xbox One) - Destiny (PS3 / PS4 / Xbox 360 / Xbox One) - Skylanders: Trap Team (PS3 / PS4 / 3DS / Wii / Wii U / Xbox 360 / Xbox One) Aksys Games - Guilty Gear Xrd (PS4, PS3) Atlus - Abyss Odyssey (PC / PS3 / Xbox 360) - Citizens of Earth (3DS / PC / PS4 / Vita / Wii U) - Persona 4 Arena Ultimax (PS3, 360) - Persona 4: Dancing All Night (PS Vita) - Persona Q: Shadow of the Labyrinth (3DS) Bandai Namco - Dragon Ball Xenoverse (PS3 / PS4 / Xbox 360 / Xbox One) - Lords of the Fallen (PC / PS4 / Xbox One) - Naruto Shippūden: Ultimate Ninja Storm Revolution (PC / PS3 / Xbox 360) - Rise of Incarnates (PC) - Sword Art Online: Hollow Fragment (Vita) - Tales of Hearts R (Vita) - Tales of Xillia 2 (PS3) Bethesda - BattleCry (PC) - DOOM (PC / PS4 / Xbox One) - The Evil Within (PC / PS3 / PS4 / Xbox 360 / Xbox One) Capcom - Dead Rising 3 (PC) - Deep Down (PS4) - Monster Hunter 4 Ultimate (3DS) - Phoenix Wright: Ace Attorney Trilogy (3DS) - Professor Layton vs. Phoenix Wright: Ace Attorney (3DS) - Ultra Street Fighter IV (PC / PS3 / Xbox 360) Crytek - Arena of Fate (TBA) - Hunt: Horrors of the Gilded Age (PC / PS4 / Xbox One) Deep Silver - Dead Island 2 (PC / PS4 / Xbox One) - Homefront: The Revolution (PC / PS4 / Xbox One) - Metro: Redux (PC / PS4 / Xbox One) Devolver Digital - Broforce (PC) - Hotline Miami 2: Wrong Number (PC) - Not a Hero (PC) Disney - Disney Infinity 2.0: Marvel Super Heroes (PC / PS3 / PS4 / Wii U / Xbox 360 / Xbox One) - Fantasia: Music Evolved (Xbox 360 / Xbox One) | Electronic Arts - Battlefield Hardline (PC / PS3 / PS4 / Xbox 360 / Xbox One) - Dragon Age: Inquisition (PC / PS3 / PS4 / Xbox 360 / Xbox One) - EA Sports PGA Tour (TBA) - EA Sports UFC (PS4 / Xbox One) - FIFA 15 (TBA) - Madden NFL 15 (PS3 / PS4 / Xbox 360 / Xbox One) - Mass Effect 4 (TBA) - Mirror's Edge 2 (PC / PS4 / Xbox One) - NHL 15 (PS3 / PS4 / Xbox 360 / Xbox One) - Star Wars: Battlefront (PC / PS4 / Xbox One) - The Sims 4 (PC) Focus Home Interactive - Sherlock Holmes: Crimini e Punizioni (PC / PS3 / PS4 / Xbox 360 / Xbox One) - Styx: Master of Shadows (PC / PS4 / Xbox One) Konami - Metal Gear Solid V: The Phantom Pain (PS3 / PS4 / Xbox 360 / Xbox One) Microsoft - Below (PC / Xbox One) - Crackdown (Xbox One) - D4 (Xbox One) - Fable Legends (Xbox One) - Forza Horizon 2 (Xbox 360, Xbox One) - Halo 5: Guardians (Xbox One) - Halo: The Master Chief Collection (Xbox One) - Inside (Xbox One) - Killer Instinct: Season 2 (Xbox One) - Ori and the Blind Forest (Xbox One / PC) - Phantom Dust (Xbox One) - Project Spark (PC / Xbox 360 / Xbox One) - Quantum Break (Xbox One) - Scalebound (Xbox One) - Sunset Overdrive (Xbox One) Natsume - Alphadia Genesis (Wii U) - A-Train: City Simulator (3DS) - End of Serenity (PSP) - Harvest Moon: The Lost Valley (3DS) - Reel Fishing: Master's Challenge Nintendo - Art Academy (Wii U) - Bayonetta 2 (Wii U) - Captain Toad: Treasure Tracker (Wii U) - Code Name: S.T.E.A.M. (3DS) - Devil's Third (Wii U) - Fossil Fighters: Frontier (3DS) - Kirby and the Rainbow Curse (Wii U) - Hyrule Warriors (Wii U) - The Legend of Zelda (Wii U) - Mario Maker (Wii U) - Mario Party 10 (Wii U) - Mario vs. Donkey Kong (Wii U) - Pokémon Rubino Omega e Zaffiro Alpha (3DS) - Pushmo World (Wii U) - Splatoon (Wii U) - Star Fox (Wii U) - Super Smash Bros. per Nintendo 3DS e Wii U (3DS / Wii U) - Xenoblade Chronicles X (Wii U) - Yoshi's Woolly World (Wii U) NIS - Danganronpa 2: Goodbye Despair (Vita) - Disgaea 4: A Promise Revisited (Vita) - Fairy Fencer F (PS3) - Natural Doctrine (PS3 / PS4 / Vita) | Rockstar Games - Grand Theft Auto V (PC / PS4 / Xbox One) SEGA - Alien: Isolation (PC / PS3 / PS4 / Xbox 360 / Xbox One) - Hatsune Miku: Project DIVA F 2nd (PS3 / Vita) - Sonic Boom (3DS / Wii U) Sony - ABZÛ (PS4 / PSVita) - Big Fest (PSVita) - Bloodborne (PS4) - Driveclub (PS4) - Entwined (PS3 / PS4 / PS Vita) - Freedom Wars (PS Vita) - Grim Fandango (PS4/ PSVita) - H1Z1 (PC / PS4) - Helldivers (PS3 / PS4 / PSVita) - Hohokum (PS3 / PS4 / PSVita) - Infamous First Light (PS4) - Kingdom Under Fire II (PC / PS4) - Let It Die (PS4) - LittleBigPlanet 3 (PS3 / PS4) - No Man's Sky (PS4) - Ratchet & Clank (tie-in based on the movie) (PS4) - Rime (PS4) - The Binding of Isaac: Rebirth (PC / PS3 / PS4 / PS Vita) - The Last of Us Remastered (PS4) - The Order: 1886 (PS4) - Uncharted 4: Fine di un ladro (PS4) Square Enix - Final Fantasy XIV: A Realm Reborn (PS3 / PS4 / PC) - Hitman: Sniper (iOS / Android) - Kingdom Hearts: HD 2.5 ReMIX (PS3) - Lara Croft e il Tempio di Osiride (PS4 / Xbox One / PC) - Murdered: Soul Suspect (PS3 / PS4 / PC / Xbox One) - Nosgoth (PC) - Rise of the Tomb Raider (PS4 / Xbox One / PC) - Theatrhythm Final Fantasy: Curtain Call (3DS) Telltale - Tales from the Borderlands (TBA) Ubisoft - Assassin's Creed: Unity (PC / PS4 / Xbox One) - Far Cry 4 (PC / PS3 / PS4 / Xbox 360 / Xbox One) - Just Dance 2015 (PS3 / PS4 / Wii / Wii U / Xbox 360 / Xbox One) - Shape Up (Xbox One) - The Crew (PC / PS4 / Xbox One) - Tom Clancy's Rainbow Six: Siege (PC / PS4 / Xbox One) - Tom Clancy's The Division (PC / PS4 / Xbox One) - Valiant Hearts: The Great War (PC / PS3 / PS4 / Xbox 360 / Xbox One) Warner Bros. - Batman: Arkham Knight (PC / PS4 / Xbox One) - Dying Light (PC / PS3 / PS4 / Xbox 360 / Xbox One) - LEGO Batman 3: Gotham e oltre (3DS / PC / PS3 / PS4 / Vita / Xbox 360 / Xbox One / Wii U) - La Terra di Mezzo: L'ombra di Mordor (PC / PS3 / PS4 / Xbox 360 / Xbox One) - Mortal Kombat X (PC / PS3 / PS4 / Xbox 360 / Xbox One) - The Witcher 3: Wild Hunt (PC / PS4 / Xbox One) XSEED Games - Akiba's Trip: Undead & Undressed (PS3 / Vita) - Brandish: The Dark Revenant (PSP) - Corpse Party (PC) - Senran Kagura Bon Appétit! (Vita) - Senran Kagura Shinovi Versus (Vita) - Story of Seasons (3DS) |

## Premi
Ecco in vincitori del premio Game Critics Award.
| Miglior presentazione                                            | Gioco più originale                           |
| ---------------------------------------------------------------- | --------------------------------------------- |
| - Evolve (PC, Xbox 360, Xbox ONE)                                | - No Man's Sky (PS4)                          |
| Miglior gioco per Console da casa                                | Miglior gioco per Console portatile           |
| - Evolve (PC, XBOX 360, XBOX ONE)                                | - Super Smash Bros (WII U, 3DS)               |
| Miglior gioco per PC                                             | Miglior Hardware presentato                   |
| - Tom Clancy's Rainbow Six: Siege (PC / PS4 / Xbox One)          | - Oculus Rift                                 |
| Miglior gioco d'azione                                           | Miglior gioco d'avventura                     |
| - Evolve (PC / PS4 / Xbox One)                                   | - Batman: Arkham Knight (PC / PS4 / Xbox One) |
| Miglior gioco di ruolo                                           | Miglior gioco online                          |
| - Dragon Age: Inquisition (PC / PS3 / PS4 / Xbox 360 / Xbox One) | - Evolve (PC / PS4 / Xbox One)                |
| Miglior gioco di corsa                                           | Miglior gioco sportivo                        |
| - The Crew (PC / PS4 / Xbox One)                                 | - NHL 15 (PS3 / PS4 / Xbox 360 / Xbox One)    |
| Miglior gioco strategico                                         | Miglior gioco Casual                          |
| - Civilization: Beyond Earth (PC)                                | - Mario Maker (WII U)                         |
| Miglior gioco indipendente                                       | Miglior gioco innovativo                      |
| - Evolve (PC / PS4 / Xbox One)                                   | - No Man's Sky (PS4)                          |